# Білий квадрат (фільм)
«Білий квадрат» — радянський телевізійний художній фільм 1970 року, знятий на кіностудії «Казахфільм».

## Сюжет
У телефільмі розказано про життя молодого радянського хлопця, на ім'я Куат. Його, вихідця з далекого аулу, відрізняють цілеспрямованість і серйозне ставлення до навчання у ветеринарному інституті, власне захоплення боксом, в якому він домагається чималих успіхів, і до життя взагалі. Навколо нього прекрасні люди, які надають йому чимало добра. А своє щастя він знаходить у великій любові…

## У ролях
- Абдрашид Абдрахманов — Куат Батиров
- Мухтар Бахтигереєв — Жумеке, тренер
- Нуржуман Іхтимбаєв — Каратаєв, боксер
- Ануарбек Молдабеков — жартівник
- Каукен Кенжетаєв — Султан Сергалійович, тренер

## Знімальна група
- Режисер — Шарип Бейсембаєв
- Сценарист — Бахит Даулбаєв
- Оператор — Марат Дуганов
- Художник — Юрій Вайншток